# عشبة الماكا
ماكا هي عبارة عن نبتة موطنها الأصلي هو أمريكا الجنوبية، لا سيما قمم الجبال هناك، فهي تنمو فقط في الأماكن المرتفعة مقاومة الظروف المناخية القاسية.
والماكا هي أحد أفراد عائلة الخضراوات التي ينحدر منها القرنبيط والبروكولي والملفوف والكالي. والجزء الرئيسي الذي يؤكل من النبتة هو جذرها، وعادة ما تتوفر الماكا مجففة ومطحونة.

## تاريخ إستخدامها
الماكا عشبة عرفت منذ أكثر من 3000 سنة، وتزرع بشكل رئيسي في جبال الأنديز الواقعة في وسط البيرو على ارتفاعات عالية جداً تفوق 13000 قدم (4000 متر)، وتنمو عشبة الماكا في أرض وعرة، وفي ظل ظروف مناخية قاسية جداً تشهد درجات قصوى من الحرارة في النهار ودرجات دنيا من البرودة ليلاً، ويعتقد أن نمو العشبة في ظل هذه الظروف يمكن أن يفسر فوائدها الاستثنائية.
وتنتمي عشبة الماكا إلى عائلة الخضروات الصليبية التي تضم البروكولي والفجل والجرجير والملفوف واللفت، ويعتبر جذر العشبة الذي ينمو تحت الأرض الجزء الرئيسي الصالح للأكل، ويتوفر في عدة ألوان تتأرجح ما بين الأبيض والأسود، ويتم تجفيف جذر الماكا ليستهلك في شكل مسحوق، ولكنه يتوفر أيضاً كمكملات غذائية في شكل كبسولات ومستخلصات سائلة.
وتم استعمال جذر الماكا تقليدياً لتعزيز الخصوبة وعلاج المشاكل المتعلقة بالجنس، وقد لاقت المستحضرات المعدة من الجذر رواجاً كبيراً في السنوات الأخيرة لوجود صلة بين تناوله وزيادة الرغبة الجنسية.
لا يتوفر بعد دراسات واسعة توثق فوائد جذر عشبة الماكا، والمعلومات المتوفرة حوله هي حصيلة دراسات صغيرة تمت على الحيوانات أو دراسات جرت تحت رعاية الشركات التي تنتج أو تبيع الماكا.